# Tupolev
Tupolev (in russo Туполев), già OKB 156 (in russo OКБ 156) nel periodo sovietico, è un'azienda russa attiva nel settore aeronautico ed aerospaziale sia civile che militare.

## Introduzione

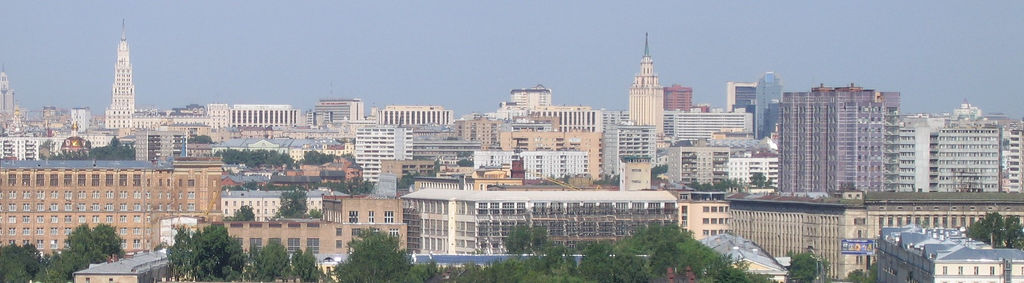
La Sede della OKB-156 di Tupolev a Mosca, Russia

La Tupolev produce strumenti e velivoli sia civili che militari. Specializzata nella missilistica e nelle tecnologie dell'aviazione navale, la Tupolev ha completato più di 300 progetti. Più di 18.000 aerei Tupolev sono stati prodotti in Unione Sovietica e nei paesi dell'Est.
Tupolev è il più longevo costruttore d'aerei nel continente euro-asiatico, fondato e diretto per lungo tempo da Andrej Nikolaevič Tupolev, uno dei maggiori progettisti aeronautici del mondo.

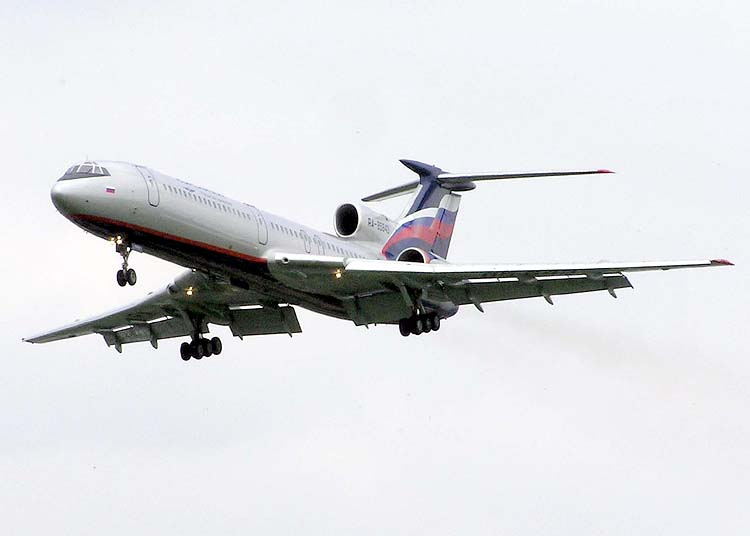
Tupolev Tu-154M dell'Aeroflot

Dagli anni cinquanta fino a metà degli anni ottanta, la Tupolev produsse su larga scala aeromobili che hanno trasportato milioni di persone e milioni di chili di merci, portandoli in tutto il mondo. Il comune denominatore di tutta la produzione aeronautica sovietica è uno stile austero e spartano, detto "stile Aeroflot", dal nome della compagnia di bandiera sovietica. Tale caratteristica è da attribuirsi a due fattori:
- gli aerei civili erano spesso derivati da progetti di aerei militari, per ragioni di carattere economico (iniziare a costruire un aereo da zero costa molto di più che adattare un modello già esistente);
- la disponibilità economica ed i gusti del cittadino sovietico medio non erano tali da favorire la costruzione di aerei lussuosi.

A queste due circostanze, bisogna aggiungere il fatto che i velivoli, dovendo operare in condizioni meteorologiche ed ambientali molto difficili (come la Siberia d'inverno), dovevano essere in grado di offrire prestazioni maggiori. Per ottenere ciò, si puntava a togliere qualche centinaio di chili risparmiando sulle rifiniture e sugli accessori.

## Storia
L'OKB di Tupolev fu fondato il 22 ottobre 1922 da Andrej Nikolaevič Tupolev. Il suo ufficio tecnico compiva ricerche e progettazione, mentre la costruzione dei velivoli in serie veniva effettuata in fabbriche per la grande produzione. Le ricerche si concentravano sulla costruzione di aerei in metallo.

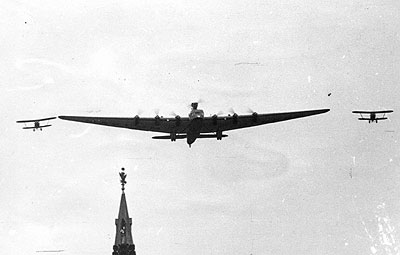
Tupolev ANT-20 Maxim Gorky, il più grande aereo degli anni '30, molto usato dalla propaganda sovietica

Durante la seconda guerra mondiale, il bimotore Tu-2 "Bat" fu uno dei migliori bombardieri Sovietici di prima linea. Molte sue varianti furono costruite in gran numero a partire dal 1942.
Nel 1945, quattro bombardieri Boeing B-29 atterrarono sul suolo Sovietico dopo una missione in Giappone. Furono presto copiati dall'ufficio di design della Tupolev e su quella base venne creato il Tu-4 "Bull" che divenne il primo bombardiere intercontinentale Sovietico; il primo volo avvenne nel 1947 nonostante le numerose difficoltà tecniche che la Tupolev incontrò su questo aereo. Sulla base del Tu-4 venne creato il bombardiere a reazione Tu-16.
Ma il motore a reazione non fu abbastanza efficiente da garantire l'autonomia necessaria per coprire voli intercontinentali, cosicché si decise di progettare un nuovo bombardiere, il Tu-20 "Bear" (poi Tu-95).
Aveva struttura simile al Tu-4 ma montava 4 enormi motori a turboelica Kuznetsov NK-12 che provvedevano a una velocità simile a quella di un aereo a reazione, ma con una efficienza che i motori a reazione dell'epoca non potevano assicurare.
Questo diventò il bombardiere sovietico definitivo, in molti aspetti simile al B-52, e fu utilizzato in molti ruoli: bombardiere strategico, aereo anti sommergibile, ricognitore, aereo radar.

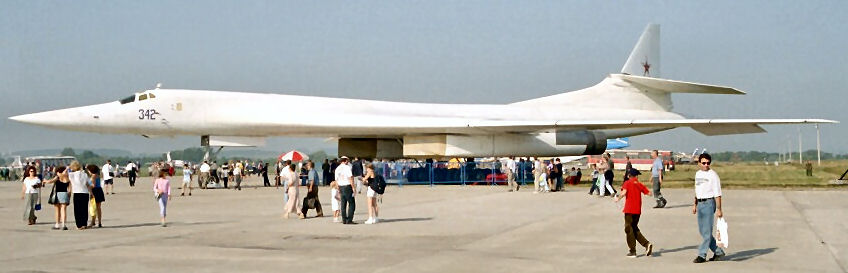
Tu-160, Bombardiere supersonico sovietico

Il Tu-16 fu trasformato nell'Aereo civile Tu-104 "Camel", aereo turbogetto con i motori sulle ali, simile tecnicamente al de Havilland Comet. Il Tu-95 divenne la base per il Tu-114 "Cleat", un aereo a medio-lungo raggio con motori che garantivano alte velocità.
Da sempre la Tupolev lavorava a bombardieri supersonici, i progetti culminarono nel Tu-98 "Backfin" che però ebbe poco successo e non entrò mai in servizio. Da questo derivarono i Tu-102 e Tu-105 che, evoluto, diventerà il Tu-22 "Blinder", un bombardiere sviluppato nella metà degli anni '60. Intendeva essere la controparte del Convair B-58 Hustler, di cui però era meno capace.
Negli anni '60 si vide l'ascesa del figlio di Andrej Tupolev, Aleksej. Il figlio di Tupolev lavorò al primo aereo civile passeggeri supersonico, il Tu-144 "Charger", lavorò inoltre al Tupolev Tu-154 e al bombardiere strategico Tu-22M "Backfire". Tutti questi progetti permisero all'Unione Sovietica di raggiungere tecnologicamente l'aviazione occidentale.
Negli anni '70 la Tupolev concentrò i suoi sforzi nel migliorare le prestazioni del bombardiere Tu-22 facendone anche numerose varianti come la versione marittima.
I trattati SALT I e SALT II riguardano anche questi ultimi bombardieri. Inoltre l'efficienza e le condizioni del Tu-154 furono migliorate nel Tu-154M

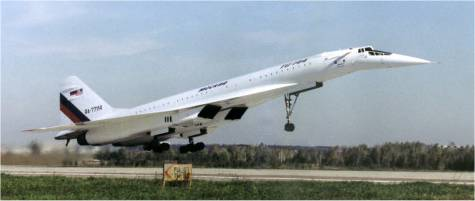
Tu-144 chiamato Concordoski per via della sua somiglianza al Concorde.

Negli anni '80 il Design Bureau di Tupolev lavorò al supersonico Tu-160 "Blackjack", un bombardiere strategico con ali a geometria variabile. Il Tu-160 era migliore in certi aspetti rispetto al suo equivalente occidentale, il Rockwell B-1B, ma con il crollo dell'Unione Sovietica il suo sviluppo venne rallentato e molti problemi non vennero adeguatamente corretti.

## Era post sovietica

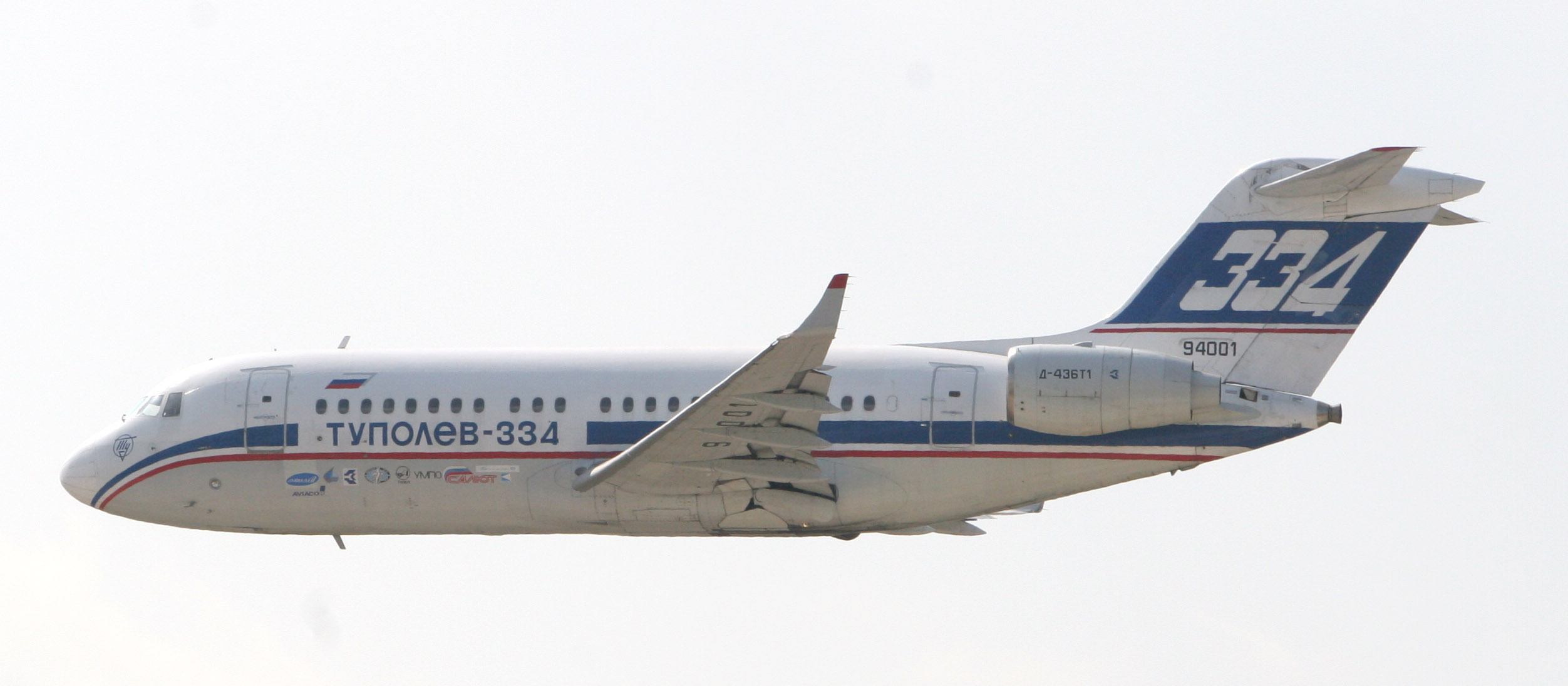
Tupolev Tu-334

Con la fine della Guerra Fredda, i lavori di ricerca si concentrarono su aerei civili subsonici che operassero in maniera economica e con energie alternative. Caratteristiche di questi progetti sono l'uso del fly by wire, di motori ad elevata efficienza e di una aerodinamica molto avanzata, adatta agli aerei da trasporto del XXI secolo. Aerei di questo "nuovo corso" sono i Tupolev Tu-204/Tupolev Tu-214, Tupolev Tu-330, Tupolev Tu-324 e Tupolev Tu-334.
Il governo russo sta progettando una fusione generalizzata di tutte le aziende che si occupano di costruzioni nel settore aeronautico/aerospaziale civile e militare (che, dopo il crollo dell'URSS, hanno incontrato vaste difficoltà economiche): la futuribile United Aircraft Corporation sarebbe un'unione di Ilyushin, Irkut , Mikoyan, Sukhoi, Tupolev, Antonov e Yakovlev.

## Progetti attuali della Tupolev
- Sviluppi dell'Tupolev Tu-204/214 (destinato a sostituire la flotta dei Tupolev Tu-154)
- Sviluppi dell'Tupolev Tu-334/354 (destinato a sostituire la flotta dei Tupolev Tu-134)
- Sviluppo dell'aereo cargo Tu-330 (destinato a sostituire la flotta degli Ilyushin Il-76)
- Sviluppo del jet civile regionale Tupolev Tu-324/414 (destinato a sostituire la flotta di Yakovlev Yak-40, Antonov An-24).
- Ricerca per l'uso di carburanti alternativi da applicare per nuovi aerei.
- Modernizzazione dell'Aviazione della Marina Russa.

## Direttori
- Andrej Nikolaevič Tupolev fu il capo progettista all'Istituto di Aeroidrodinamica di Mosca (TsAGI) dal 1929 fino alla sua morte avvenuta nel 1972. Il suo design bureau produsse molti bombardieri e aerei civili.
- Aleksej Tupolev, figlio di Andrej Tupolev, fu un altro famoso progettista aeronautico. Il suo più famoso progetto fu quello dell'aereo supersonico Tu-144. Lavorò per la Tupolev fino alla sua morte avvenuta nel 2001.

## Aerei prodotti

### Modelli civili

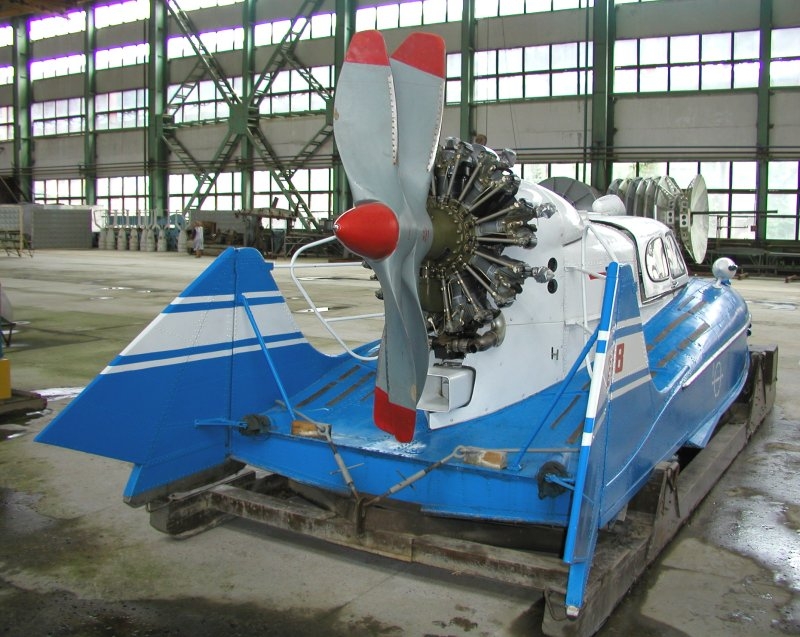
Veicolo anfibio Tupolev A-3

- Tupolev Tu-104, aereo da trasporto tattico disegnato sulla base del bombardiere medio a reazione sovietico Tupolev Tu-16[1]
- Tupolev Tu-114, aereo da trasporto civile a lungo raggio a reazione sovietico disegnato sulla base del bombardiere strategico sovietico Tupolev Tu-95.
- Tupolev Tu-124, aereo da trasporto civile a medio raggio a reazione sovietico
- Tupolev Tu-134, aereo da trasporto civile a corto/medio raggio a reazione sovietico ed anche utilizzato come un aereo da addestramento per i piloti dei bombardieri strategici Tupolev Tu-22M, Tupolev Tu-160, Tupolev Tu-95MS.[2]
- Tupolev Tu-144, aereo da trasporto civile supersonico soprannominato con disprezzo Concordski per la somiglianza con il Concorde.
- Tupolev Tu-154, aereo da trasporto civile a medio raggio a reazione sovietico
- Tupolev Tu-204, aereo da trasporto civile a medio raggio a reazione sovietico
- Tupolev Tu-214
- Tupolev Tu-244
- Tupolev Tu-324, aereo da trasporto civile a corto/medio raggio a reazione russo
- Tupolev Tu-330, prototipo di aereo da trasporto tattico di nuova generazione disegnato per sostituire la flotta degli aerei Antonov An-12[3]
- Tupolev Tu-334, aereo da trasporto civile a corto/medio raggio a reazione russo
- Tupolev Tu-414, aereo da trasporto civile a corto/medio raggio a reazione russo
- Tupolev Tu-444, prototipo di aereo supersonico
- Tupolev Aerosledge AS-2, veicolo anfibio
- Tupolev Aerosledge A-3, veicolo anfibio

### Modelli militari
- Tupolev TB-3
- Tupolev Tu-2
- Tupolev Tu-4[4]
- Tupolev Tu-14
- Tupolev Tu-16[5]
- Tupolev Tu-22[6]
- Tupolev Tu-22M[7]
- Tupolev Tu-95[8][9]
- Tupolev Tu-126[10]
- Tupolev Tu-128[11]
- Tupolev Tu-160[12]
- Unmanned aerial vehicle